# Ophiuche loxo
Ophiuche loxo là một loài bướm đêm trong họ Erebidae.